# Жетысу (стадион)
Стадион Жетысу — многофункциональный стадион в городе Талдыкорган (Казахстан).

## История
Стадион «Спартак» в Талды-Кургане был построен в 1982 году как домашняя арена футбольной команды «Жетысу», выступавшей в восьмой зоне второй лиги чемпионата СССР.
После реконструкции стадион вмещает 5550 зрителей. Две трибуны (Западная и Восточная) оборудованы пластиковыми сидениями. Имеется вип-ложа и дикторская. В ходе реконструкции было установлено электронное табло. В подтрибунных помещениях находятся раздевалки, комнаты для судей, инспектора и СМИ, а также зал для пресс-конференций. На стадионе имеются тренажерный зал и запасное поле.
Кроме мужской команды «Жетысу», на стадионе играют дубль «Жетысу» и женская команда «Жетысу». На стадионе провела несколько домашних игр молодёжная сборная Казахстана по футболу.
Кроме спортивных мероприятий, на стадионе проводятся культурно-массовые мероприятия, концерты звёзд эстрады.